# Riot Games
Riot Games ist ein US-amerikanischer Entwickler und Publisher von Computerspielen mit Sitz in West Los Angeles.
Das Unternehmen entwickelt und betreibt das MOBA League of Legends, das am 27. Oktober 2009 in Europa und Nordamerika veröffentlicht wurde. Seit dem Kauf der letzten Unternehmensanteile im Dezember 2015 ist Riot Games eine Tochtergesellschaft des chinesischen Internetkonzerns Tencent.

## Geschichte
Riot Games, Inc. wurde als Indie-Spieleentwickler 2006 von Brandon „Ryze“ Beck und Marc „Tryndamere“ Merrill in Los Angeles gegründet. Das Unternehmen kündigte 2008 ihr bis 2013 einziges Spiel an: League of Legends: Clash of Fates und veröffentlichte es 2009 unter dem Titel League of Legends. Das Spiel setzt auf ein Free-to-play-Modell, unterstützt durch Mikrotransaktionen.
Seit 2011 richtet Riot Games die Weltmeisterschaften für League of Legends aus.
2008 erhielt Riot Games 7 Mio. USD von den Firmen Benchmark Capital und FirstMark Capital. 2009 erhielt Riot Games 8 Mio. USD von den beiden ursprünglichen Geldgebern und von dem chinesischen Technologie-Unternehmen Tencent. 2011 erreichte Tencent eine Mehrheitsbeteiligung an Riot Games für eine Kaufsumme von 231.465.000 USD.
Ein Teil der Angestellten von Riot Games sind Veteranen von Defense of the Ancients (der Vorlage zu League of Legends) und Blizzard Entertainment bspw. der frühere Entwickler Steve „Guinsoo“ Feak, der ehemalige Gründer der Webseite DotA-Allstars.com Steve „Pendragon“ Mescon und Greg Street, ehemaliger Lead Systems Designer von World of Warcraft.
2013 listete die Webseite Business Insider Riot Games auf Platz 4 in der Liste The 25 best technology companies to work for in 2013.

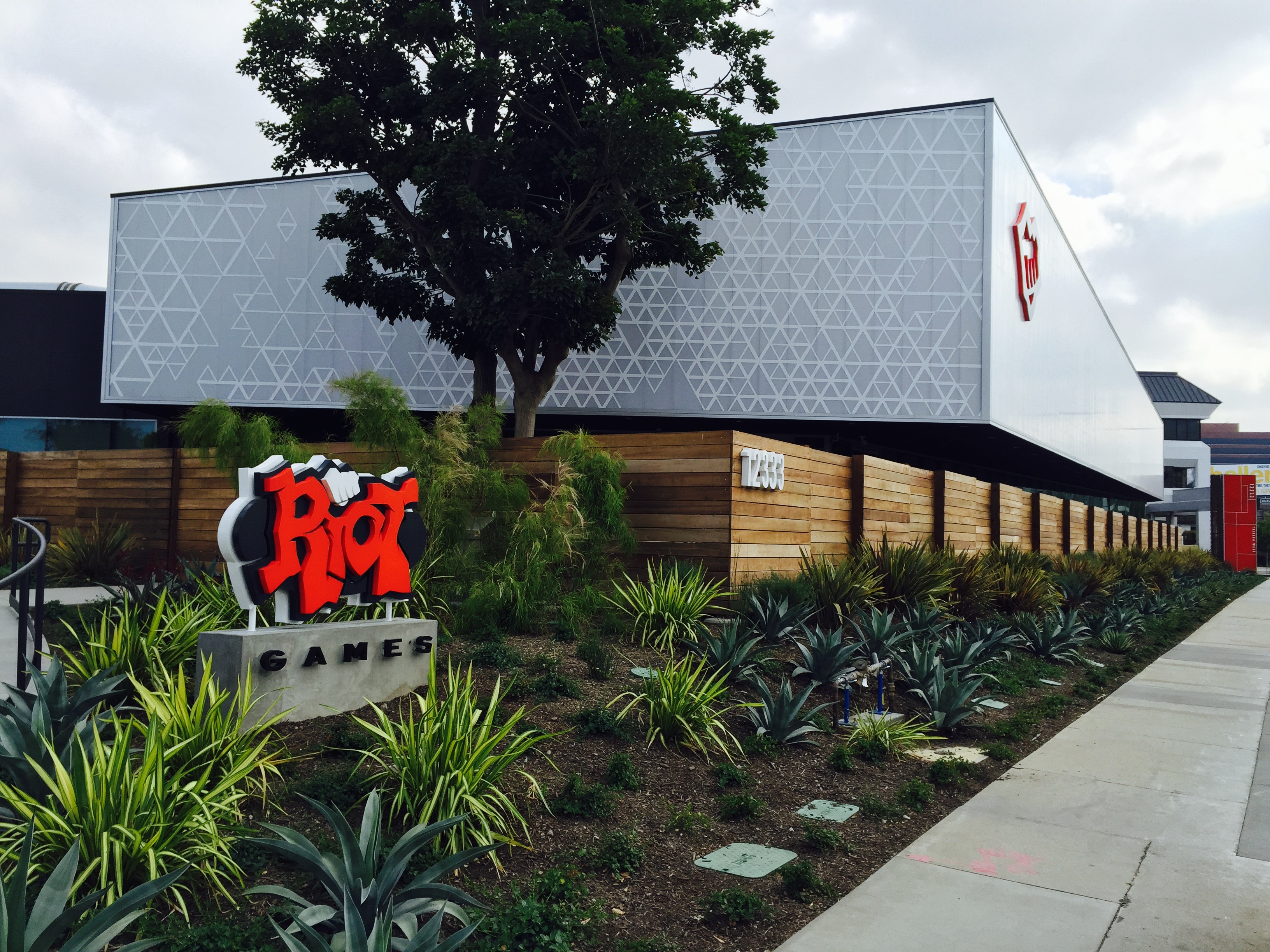
Hauptsitz von Riot Games in West Los Angeles

Der Hauptsitz von Riot Games ist seit November 2013 West Los Angeles, darüber hinaus gibt es Zweigstellen in Berlin, Brighton, Dublin, Hongkong, Istanbul, Los Angeles, Mexiko-Stadt, New York, St. Louis, Santiago de Chile, São Paulo, Shanghai, Sydney, Taipeh und Tokio.
Ende 2015 erstand Tencent alle Anteile an Riot Games.
Mit Ende 2016 brachte Riot Games ihr erstes Brettspiel Mechs vs. Minions heraus, welches ein kooperatives Brettspiel für 2–4 Spieler ist, zudem schrieb Riot Morello 2015, Lead Designer für Research & Development bei Riot Games, dass an neuen Spielen gearbeitet werde.
Am 16. Oktober 2019 wurden im Rahmen des 10-jährigen League-of-Legends-Geburtstagsevents von Riot Games eine Reihe zukünftiger Spiele angekündigt: Legends of Runeterra (ein Online-Sammelkartenspiel für PC und Mobile-Geräte), Project A (ein Taktik-Shooter, der später als Valorant angekündigt wurde), Project L (ein Kampfspiel), Project F und ein League of Legends eSports Manager. Außerdem wurden eine mobile Version von LoL namens League of Legends: Wild Rift, sowie eine Mobil-Version von Teamfight Tactics (Release im März 2020) und eine Animationsserie namens Arcane angekündigt.
Am 16. April 2020 gab Riot Games bekannt, Hypixel Studios, den Entwickler des Minecraft-ähnlichen Spiels Hytale, übernommen zu haben. Im Oktober 2022 gab Riot Games bekannt, dass es die Übernahme des Sydney-Ablegers des zypriotischen Unternehmens Wargaming abgeschlossen und in Riot Sydney umbenannt hat.
Laut Esports Charts sind die Zuschauerzahlen von League of Legends seit 2018 stetig gesunken. Nur im ersten Jahr der COVID-19-Pandemie stiegen die Zahlen wieder an, sanken daraufhin aber wieder.

## Spiele und andere Produktionen
| Jahr      | Titel                        | Genre                                  | Plattform(en)                |
| --------- | ---------------------------- | -------------------------------------- | ---------------------------- |
| 2008      | League of Legends            | Multiplayer Online Battle Arena (MOBA) | Windows, macOS               |
| 2019      | Teamfight Tactics            | Auto-Battler                           | Windows, macOS, iOS, Android |
| 2020      | Legends of Runeterra         | Online-Sammelkartenspiel               | Windows, macOS, iOS, Android |
| 2020      | Valorant                     | heldenbasierter Taktik-Shooter         | Windows                      |
| 2020      | League of Legends: Wild Rift | Multiplayer Online Battle Arena (MOBA) | iOS, Android                 |
| unbekannt | Project L (Arbeitstitel)     | Fighting Game                          |                              |
| unbekannt | Project F (Arbeitstitel)     | Action-Rollenspiel                     |                              |

| Jahr            | Titel                                  | Genre                                     | Plattform(en)                                                                 | Entwickler        |
| --------------- | -------------------------------------- | ----------------------------------------- | ----------------------------------------------------------------------------- | ----------------- |
| 2013            | Astro Teemo                            | Arcade                                    | Webbrowser                                                                    | Pure Bang Games   |
| 2014            | Cho’gath Eats the World                | Arcade                                    | Webbrowser                                                                    | Pure Bang Games   |
| 2015            | Blitzcrank’s Poro Roundup              | Arcade                                    | Webbrowser, iOS, Android                                                      | Pure Bang Games   |
| 2021            | Ruined King: A League of Legends Story | rundenbasiertes Einzelspieler-Rollenspiel | Windows, PlayStation 4, PlayStation 5, Xbox One, Xbox Series, Nintendo Switch | Airship Syndicate |
| 2021            | Hextech Mayhem                         | Musikspiel                                | Windows, Nintendo Switch                                                      | Choice Provisions |
| 2023            | Convergence                            | Jump ’n’ Run                              | Windows                                                                       | Double Stallion   |
| 2023            | The Mageseeker                         | Action-RPG                                | Windows                                                                       | Digital Sun       |
| 2023            | Song of Nunu                           | Adventure                                 | Windows                                                                       | Tequila Works     |
| frühestens 2024 | Hytale                                 | Action-Adventure                          | Windows, macOS, Smartphone, Konsolen                                          | Hypixel Studios   |

Neben den Computerspielproduktionen erschien 2016 das von Riot entwickelte und an die Welt von League of Legends angelehnte kooperative Brettspiel Mechs vs. Minions für 2–4 Spieler. Darüber hinaus produzierte das Unternehmen in Kooperation mit dem französischen Animationsstudio Fortiche Production die Animationsserie Arcane, die 2021 bei Netflix erschien und ebenfalls im Universum von League of Legends spielt.

## Vertrieb
Riot Games veröffentlichte League of Legends in Lateinamerika, Australien, USA, Philippinen, Singapur, Vietnam, Malaysia, Thailand, Kanada, Südkorea, Taiwan, China, Europa, Brasilien, Indonesien und Japan. In China vertreibt Tencent, Riot Games’ Mutterkonzern, das Spiel online. In Südostasien wurde das MOBA bis Ende 2022 von dem Unternehmen Garena vertrieben, seit dem 6. Januar 2023 ist Riot Games alleinig für die Serverinfrastruktur sowie den Vertrieb verantwortlich.
Riot Games unterschrieb in Europa ursprünglich eine internationale Lizenz-Partnerschaft mit GOA. Nach einer achtmonatigen Partnerschaft kündigte Riot im Mai 2010 an, den Vertrieb des Spiels in Europa zu übernehmen. Infolgedessen eröffneten sie die europäische Zentrale in Dublin.
Riot Games’ Mutterkonzern Tencent vertreibt seit 2015 eine mobile Variante von League of Legends namens King of Glory in China. In Europa, Nordamerika und Korea vertreibt Tencent das Spiel Arena of Valor, welches ebenfalls als mobile Version von League of Legends zu sehen ist.